# Sarcos (Gers)
Sarcos korábbi község Franciaországban, Gers megyében. Lakosainak száma 82 fő (2022. január 1.). Sarcos Aussos, Nénigan, Puymaurin, Monbardon, Monties és Saint-Blancard községekkel határos.
2025. január 1-jén három másik korábbi községgel egyesült és az így létrejött Cap d’Astarac új község része lett.

## Népesség
A település népessége az elmúlt években az alábbi módon változott:
| Lakosok száma | 81   | 71   | 62   | 72   | 73   | 72   | 75   | 82   | 82   | 82   |
|               | 1968 | 1982 | 1990 | 2006 | 2013 | 2015 | 2017 | 2019 | 2020 | 2022 |